# Новоселки (Медынский район)
Новоселки — деревня в Медынском районе Калужской области Российской Федерации. Входит в сельское поселение «Село Адуево».

## Физико-географическое положение
Расположена на Смоленско-Московской возвышенности, на реке Дранка.
находится недалеко от Варшавского шоссе, рядом—  деревни Дворики(1 км) и Васильевское (1 км).

## История
По данным на 1859 год Новоселки — владельческая деревня Медынского уезда, расположенная по левую сторону от Московско-Вашавского шоссе. В ней 8 дворов и 96 жителей.
После реформ 1861 года вошла в Адуевскую волость. Население в 1892 году — 138 человек, в 1913 году — 156 человек.

## Население
| 2002 | 2010 |
| ---- | ---- |
| 5    | ↗10  |